# Gensac-de-Boulogne
 Gensac-de-Boulogne  là một xã thuộc tỉnh Haute-Garonne trong vùng Occitanie tây nam nước Pháp. Xã này nằm ở khu vực có độ cao trung bình 400 mét trên mực nước biển.
Sông Gesse tạo thành một phần ranh giới phía đông thị trấn, sông Gimone tạo thành một phần ranh giới phía tây.